# Algarve Cup 2018
L'Algarve Cup 2018 è stata la venticinquesima edizione dell'Algarve Cup, torneo a invito riservato a nazionali di calcio femminile, svoltasi in Portogallo dal 28 febbraio al 7 marzo 2018.
L'edizione ripropose la formula a dodici squadre della precedente, con una nazionale all'esordio, la Corea del Sud, mentre furono due quelle a vantare più presenze, la Danimarca e il Portogallo, 25 ovvero in tutte le edizioni disputate, e sono due quelle che hanno vinto almeno un'edizione, Canada (1), Cina (2), Norvegia (4) e Svezia (3).
A causa delle condizioni climatiche che hanno impedito, cancellandola, lo svolgimento della finale, il comitato organizzatore decise di assegnare il trofeo a pari merito tra le due squadre finaliste, i Paesi Bassi, che centrano il loro primo titolo alla quinta partecipazione, e la Svezia, alla ventiquattresima partecipazione collezionando il quarto titolo.

## Formato
L'edizione 2018 ripropose il formato della precedente, sempre con dodici nazionali divise in tre gironi all'italiana ma abbandonando la suddivisione per fascia in base al FIFA/Coca-Cola Women's World Ranking. La finale per il titolo era previsto fosse disputata dalle due migliori prime dei tre gruppi.
Erano assegnati tre punti per la vittoria, uno per il pareggio e zero per la sconfitta. In caso di parità di punti, venivano considerati gli scontri diretti, la differenza reti e i gol fatti.

## Stadi
| Stadio                          | Città                      | Capacità |
| ------------------------------- | -------------------------- | -------- |
| Stadio Municipale               | Albufeira                  |          |
| Stadio municipale di Bela Vista | Parchal, Lagoa             |          |
| Estádio Algarve                 | Faro                       | 30 305   |
| Stadio Municipale               | Lagos                      |          |
| VRS António Sports Complex      | Vila Real de Santo António |          |

## Nazionali partecipanti
| Squadra       | FIFA ranking (15/12/2017) |
| ------------- | ------------------------- |
| Australia     | 4                         |
| Canada        | 5                         |
| Paesi Bassi   | 7                         |
| Giappone      | 9                         |
| Svezia        | 10                        |
| Danimarca     | 12                        |
| Corea del Sud | 14                        |
| Norvegia      | 14                        |
| Cina          | 16                        |
| Islanda       | 20                        |
| Russia        | 25                        |
| Portogallo    | 38                        |

## Fase a gironi

### Gruppo A
| Pos. | Squadra    | Pt | G | V | N | P | GF | GS | DR |
| ---- | ---------- | -- | - | - | - | - | -- | -- | -- |
| 1.   | Australia  | 7  | 3 | 2 | 1 | 0 | 6  | 3  | +3 |
| 2.   | Portogallo | 7  | 3 | 2 | 1 | 0 | 4  | 1  | +3 |
| 3.   | Norvegia   | 3  | 3 | 1 | 0 | 2 | 5  | 6  | -1 |
| 4.   | Cina       | 0  | 3 | 0 | 0 | 3 | 1  | 6  | -5 |

| Arbitro: | Marianela Araya |

|                            |           |              |
| C. Mendes 60’ C. Costa 85’ | Marcatori | 57’ Xu Yanlu |

| Arbitro: | Monika Mularczyk |

|                                                     |           |                                     |
| Polkinghorne 13’ Logarzo 24’ Kerr 31’ Crummer 90+5’ | Marcatori | 11’, 61’ (pen.) Thorsnes 52’ Ultand |

| Faro 2 marzo 2018, ore 15:00 UTC+0 | Portogallo       | 0 – 0 referto | Australia | Stadio Algarve\| Arbitro: \| Jonesia Kabakama \| |
| Arbitro:                           | Jonesia Kabakama |               |           |                                                  |

| Arbitro: | Ekaterina Koroleva |

|  |           |                      |
|  | Marcatori | 25’ Engen 88’ Mjelde |

| Arbitro: | Monika Mularczyk |

|                        |           |  |
| Neto 36’ Di. Silva 49’ | Marcatori |  |

| Arbitro: | Laura Fortunato |

|                        |           |  |
| Logarzo 51’ Kerr 90+1’ | Marcatori |  |

### Gruppo B
| Pos. | Squadra       | Pt | G | V | N | P | GF | GS | DR |
| ---- | ------------- | -- | - | - | - | - | -- | -- | -- |
| 1.   | Svezia        | 7  | 3 | 2 | 1 | 0 | 7  | 2  | +5 |
| 2.   | Canada        | 6  | 3 | 2 | 0 | 1 | 5  | 3  | +2 |
| 3.   | Corea del Sud | 4  | 3 | 1 | 1 | 1 | 4  | 5  | -1 |
| 4.   | Russia        | 0  | 3 | 0 | 0 | 3 | 1  | 7  | -6 |

| Arbitro: | Laura Fortunato |

|                                                  |           |                 |
| Lee Mi-na 45’ Han Chae-rin 52’ Jung Seol-bin 77’ | Marcatori | 17’ Belomytceva |

| Arbitro: | Ledya Tafesse |

|            |           |                                        |
| Beckie 46’ | Marcatori | 43’ Larsson 51’ Rolfö 87’ Blackstenius |

| Arbitro: | Sandra Braz Bastos |

|  |           |                     |
|  | Marcatori | 25’ (rig.) Sinclair |

| Arbitro: | Salima Mukansanga |

|                  |           |               |
| Blackstenius 20’ | Marcatori | 33’ Lee Mi-na |

| Arbitro: | Marianela Araya |

|                              |           |  |
| Angeldahl 31’ Rolfö 50’, 61’ | Marcatori |  |

| Arbitro: | María Carvajal |

|  |           |                               |
|  | Marcatori | 24’, 79’ Sinclair 73’ Fleming |

### Gruppo C
| Pos. | Squadra     | Pt | G | V | N | P | GF | GS | DR |
| ---- | ----------- | -- | - | - | - | - | -- | -- | -- |
| 1.   | Paesi Bassi | 7  | 3 | 2 | 1 | 0 | 9  | 4  | +5 |
| 2.   | Giappone    | 6  | 3 | 2 | 0 | 1 | 6  | 7  | -1 |
| 3.   | Islanda     | 2  | 3 | 0 | 2 | 1 | 1  | 2  | -1 |
| 4.   | Danimarca   | 1  | 3 | 0 | 1 | 2 | 2  | 5  | -3 |

| Arbitro: | Anastasija Pustovojtova |

|                           |           |                                                                             |
| Nakajima 38’ Iwabuchi 82’ | Marcatori | 4’, 52’ Martens 8’ Beerensteyn 31’ Worm 35’ Van de Sanden 44’ Van der Gragt |

| Lagos 28 febbraio 2018, ore 18:30 UTC+0 | Danimarca      | 0 – 0 referto | Islanda | Stadio Municipale\| Arbitro: \| Jeong Oh-hyeon \| |
| Arbitro:                                | Jeong Oh-hyeon |               |         |                                                   |

| Arbitro: | María Carvajal |

|                         |           |                  |
| Sugasawa 15’ Utsugi 85’ | Marcatori | 74’ Eiríksdóttir |

| Arbitro: | Casey Reibelt |

|                          |           |                                                              |
| Harder 19’ Thøgersen 34’ | Marcatori | 31’ Van den Goorbergh 78’ Martens 90+4’ (aut.) Boye Sørensen |

| Arbitro: | Ledya Tafesse |

|                                    |           |  |
| Hasegawa 82’ Iwabuchi 90+3’ (rig.) | Marcatori |  |

| Albufeira 5 marzo 2018, ore 15:40 UTC+0 | Islanda        | 0 – 0 referto | Paesi Bassi | Stadio Municipale\| Arbitro: \| Jeong Oh-hyeon \| |
| Arbitro:                                | Jeong Oh-hyeon |               |             |                                                   |

## Incontri per i piazzamenti

### 11º posto
| Arbitro: | Jonesia Kabakama |

|                                |           |             |
| Liu Shanshan 53’ Song Duan 78’ | Marcatori | 40’ Šiškina |

### 9º posto
| Arbitro: | Salima Mukansanga |

|                                                                      |                      |                                                                  |
| Eiríksdóttir 70’                                                     | Marcatori            | 62’ Troelsgaard Nielsen                                          |
| Sigurðardóttir Hönnudóttir Kristjánsdóttir Albertsdóttir Hauksdóttir | Tiri di rigore 5 – 4 | Christiansen Troelsgaard Nielsen Holmgaard Sørensen Arnth Jensen |

### 7º posto
| Albufeira 7 marzo 2018, ore 18:30 UTC+0 | Corea del Sud      | – sosp referto | Norvegia | Stadio Municipale\| Arbitro: \| Sandra Braz Bastos \| |
| Arbitro:                                | Sandra Braz Bastos |                |          |                                                       |

- L'incontro per il settimo posto venne sospeso durante il secondo tempo sul risultato di 0-0 a causa della forte pioggia e delle avverse condizioni meteorologiche[4].

### 5º posto
| Arbitro: | Casey Reibelt |

|                         |           |  |
| Beckie 20’ Lawrence 50’ | Marcatori |  |

### 3º posto
| Arbitro: | Ekaterina Koroleva |

|              |           |                       |
| Cooper 45+3’ | Marcatori | 38’ Gomes 56’ Marques |

### Finale
| Parchal 7 marzo 2018, ore 18:30 UTC+0 | Paesi Bassi | – annullata referto | Svezia | Stadio Municipale Bela Vista |

- La finale venne cancellata a causa della forte pioggia e delle avverse condizioni meteorologiche, concedendo ad entrambe le squadre la vittoria del torneo[5][6].

## Classifica marcatrici
3 reti
- Christine Sinclair
- Lieke Martens
- Fridolina Rolfö

2 reti
- Chloe Logarzo
- Samantha Kerr
- Janine Beckie
- Hlín Eiríksdóttir
- Mana Iwabuchi
- Elise Thorsnes
- Lee Mi-na
- Stina Blackstenius

1 rete
- Caitlin Cooper
- Larissa Crummer
- Clare Polkinghorne
- Ashley Lawrence
- Jessie Fleming
- Liu Shanshan
- Song Duan
- Xu Yanlu
- Pernille Harder
- Frederikke Thøgersen
- Sanne Troelsgaard Nielsen
- Yui Hasegawa
- Emi Nakajima
- Yuika Sugasawa
- Rumi Utsugi
- Lineth Beerensteyn
- Shanice van de Sanden
- Cheyenne van den Goorbergh
- Stefanie van der Gragt
- Siri Worm
- Ingrid Engen
- Maren Mjelde
- Lisa-Marie Utland
- Carole Costa
- Nádia Gomes
- Vanessa Marques
- Carolina Mendes
- Cláudia Neto
- Diana Silva
- Anna Belomytceva
- Sofija Šiškina
- Han Chae-rin
- Jung Seol-bin
- Filippa Angeldahl
- Mimmi Larsson

Autoreti
- Simone Boye Sørensen (a favore dei Paesi Bassi)